# صواتة
الصِّواتة أو الفونولوجيا (بالإنجليزية: Phonology)‏ أو علم الأصوات اللغوية أو التصريف الصوتي أو علم وظائف الأصوات، وهو فرع من اللغويات يهتم بوظائف الأصوات في نسق اللغة. يركز هذا العلم تقليدياً بشكل كبير على دراسة نظم الأصوات في لغات محددة، ولكن قد تعالج أيضاً في تحليلات لسانية المستوى ما دون الكلمة (كالمقاطع اللفظية وغيرها) أو على جميع مستويات اللغة حيث يتم اعتبار الصوت هيكلياً لنقل المعنى اللغوي.

## تاريخ علم الصواتة في العربية

شكل يوضح مخرج الصوت

نشأت بداية علم الصواتة عندما فكر الخليل في جمع اللغة عن طريق الحصر والاستيعاب لا عن طريق الجمع أو التصنيف، فاتجه نحو الترتيب الألفبائي، وساعده على ذلك وعيه بالأسس الصرفية وخصائص ائتلاف وجمع الأصوات جنبا إلى جنب في اللغة العربية، وساعده على ذلك عقليته الرياضية، فقدم معجمه عن طريق الصور المختلفة لتقاليب الأصوات، أو نظرية التوافيق والتباديل -إن صح التعبير- فجاء معجمه غاية في الإتقان وقمة في الإحكام.
والأسس الصوتية التي يحفل بها كتاب العين على وجه العموم ومقدمته على وجه الخصوص يمكن أن ندرجها تحت فرعين أساسيين من فروع علم الأصوات الحديث، الفرع الأول هو ما أطلق عليه الصوتيات والفرع الآخر هو الصواتة، وكلا العلمين يبحثان في الصوت اللغوي، أو بعبارة أخرى يبحث كل منهما في جانب من جوانب هذا الصوت اللغوي، ويعتمد كل منهما على أسس وأساليب خاصة للبحث.
وشاع المصطلح الأول حتى أصبح علما على الدراسات الصوتية عامة، وكان هذا الإطلاق هو الأشهر حتى أواخر القرن التاسع عشر، حيث بدأ التطور البحثي يلقي بظلاله على علوم اللغة، واتضح للباحثين أن هناك جوانب للصوت اللغوي.
والصوتيات عند مقابلته بالصواتة يصبح ذا مدلول ضيق نسبيا: إذ هو يطلق حينئذ ويراد به دراسة الأصوات من حيث كونها أحداثا منطوقة بالفعل لها تأثير سمعي معين دون النظر في قيم هذه الأصوات أو معانيها في اللغة المعينة، إنه يعنى بالمادة الصوتية لا بالقوانين الصوتية، وبخواص هذه المادة أو الأصوات بوصفها ضوضاء لا بوظائفها في التركيب الصوتي للغة من اللغات.
فالصوتيات يوجه اهتمامه نحو القضايا الصوتية بوجه عام، أو ربما دلالته إلى نحو أبعد حيث يقصد به: التنبيه على عدم قصر بحوث هذا الفرع ومناقشاته على أصوات لغة بعينها، وفي بيان أنه معني بالصوت اللغوي في عمومه والنظر في مشكلات هذا الصوت بوصفه خاصة مشتركة بين اللغات جميعا.

## تمثيل الوحدات الصوتية
تعتمد عملية كتابة بعض اللغات على المبادئ أبجدية صوتية دولية ذات حرف (أو مجموعة من حروف) للوحدة الصوتية والعكس صحيح. في الحالة المثالية، يمكن للمتحدثين كتابة أيا مما يقولونه، ويستطيعون قراءة أي شيء مكتوب.
مع ذلك، فإن الإنكليزية مثلا تستخدم تهجئات مختلفة لتمثيل نفس الوحدة الصوتية (على سبيل المثال، rude-تلفظ: رود وfood-تلفظ: فود لهما نفس الصوائت) كما يمكن أن نجد أن نفس الحرف أو مجموعة من الحروف تمثل وحدات صوتية مختلفة (على سبيل المثال لفظ الحرف الصوتي المركب "th" يختلف في كل من this حيث يلفظ «ذ» وthin حيث يلفظ «ث»). لتجنب مثل هذه التحديات، يستخدم اللسانيون رموزًا لتمثيل الوحدات الصوتية بين مائلتين  / /  في حين يمثلون الأصوات الفعلية، والتي قد تبدو مختلفة في نطق الوحدة الصوتية، بحصر الأصوات بين معقوفتين  [ ]. في العربية كذلك يُمَيْز الاختلاف في النطق بواسطة علامات خاصة تدعى علامات التشكيل والتي يعود الفضل بها للفراهيدي.
فهذا العلم هو المعني بالبحث في وظيفة الصوت اللغوي كما يعنى بوضع الأسس العامة التي تحكم هذه الأصوات في لغة من اللغات، فالصواتة العربية لها أسسها العامة التي تميزها عن الصواتة الإنكليزية أو الفرنسية أو غير ذلك. لكل لغة نمط صوتي خاص يتمثل في:
- مجموعة الأصوات التي تكون هذه اللغة
- التراكيب المسموح بها لهذه الأصوات في الكلمات
- عمليات حذف وإضافة وتغيير الأصوات.

فالصواتة –كما أسلفنا- علم يختص بدراسة النظم والأنماط الصوتية التي تميز كل لغة عن غيرها «والنظام الصوتي هو جميع الأصوات اللغوية المتمايزة عن بعضها البعض في لغة ما».
«ولكل لغة أنماطها الصوتية الخاصة بها إضافة لاشتراكها مع لغات أخرى في أنماط موحدة. فالكلمات في اللغة العربية، على سبيل المثال لا تبدأ بصامتين. بينما نجد في اللغة الإنجليزية كلمات تبدأ بصامتين بل وثلاثة صوامت مثل: «يطير»”fly” و«شارع» “street” فالمقطع في اللغة العربية لابد أن يبدأ دائما بصامت واحد يليه صائت، والكلمة تبدأ بمقطع. أما في الإنجليزية فإن المقطع يمكن أن يبدأ بثلاثة صوامت، أو صامتين، أو صامت واحد، أو بلا صامت».